# Maria Luiza Porto
Maria Luiza Porto (1947) es una botánica, curadora y profesora brasileña.
En 1976, obtuvo una licenciatura en Historia natural, por la Universidad Federal de Río Grande del Sur; para obtener la maestría en Biología Vegetal, defendiendo la tesis Estudio taxonómico del género Desmodium Desv. (Leguminosae-Faboideae) en Rio Grande do Sul, en 1980; y, el doctorado por la misma casa de altos estudios, en 1998, defendiendo la tesis: Análisis del patrón de distribución de las comunidades vegetales de Parque Estadual Delta de Jacuí Jacuí: mapeo y subsidios a la zonificación de la Unidad de Conservación.
Actualmente es profesora retirada de la Universidad Federal de Rio Grande do Sul, tiene experiencia en el área de ecología, con énfasis en Ecología del Paisaje, actuando en los siguientes temas: zonificación ambiental, comunidades de plantas, fitorremediación, metales pesados, vegetación, conservación y flora.

## Algunas publicaciones
- PORTO, M. L. ; AZZOLINI, M. ; Beauvalet, C.S. ; Focht, T. 2012. Vascular plant diversityand substratum parameters as indicators of ecologycally baseddegraded-area recuperation. Brazilian J. of Ecol. 1: 81-89
- Pereira,D. ; Arruda, J.O. ; MENEGAT, R. ; PORTO, M. L. ; SCHWARZBOLD, A. ; HARTZ, S. M. 2011. Guildas tróficas, composicäo e distribuicäao de espécies de moluscos limnicos no gradiente fluvial de um riacho subtropical brasileiro. Rev. Biotemas 24: 21-36
- Rempel, C. ; GUERRA, T. ; PORTO, M. L. ; Périco, E. ; ECKHARDT, R. R. ; CEMIN, G. 2009. A Ecologia de Paisagem como base para o zoneamento ambiental da região politico-administrativa - Vale do Taquari RS-Brasil - Um Modelo de Proposta Metodológica. Geofocus (Madrid) 9: 102-125
- Eckhardt, R.R. ; Rempel, C. ; GUERRA, T. ; PORTO, M. L. 2008. Proposta de zoneamento Ambiental para aRegião Político-Econômica do Vale do Taquari-RS. Climatología e Estudos da Paisagem 3: 5-38

### Libros
- PORTO, M. L. 2008. Comunidades Vegetais e Fitossociologia:fundamentos para Avaliação e Manejo de Ecossistemas. Porto Alegre: Ed. Univ. Federal do Rio Grande do Sul -UFRGS, 240 pp.
- ------------------. 2004. Proteção e Manejo da Vegetação Natural de Porto Alegre com base em pesquisa de padrões e dinâmica da Vegetação. Porto Alegre: Posgraduação em Ecologia, 74 pp.
- ------------------ ; MENEGAT, R. 2002. Landscape and Vegetation of the Southern Brazilian Coast and meredional Plateau. Porto Alegre: ed. de los autores, vol. 150. 65 pp.
- ------------------ ; MENEGAT, R. ; CARRARO, C. C. ; FERNANDES, Á. 2000. Environmental Atlas of Porto Alegre - Condensed version. Porto Alegre: Ed. Univ. Federal de Rio Grande do Sul, 133 pp.
- ------------------ ; MEIRA, J. R. ; MOHR, F. V. ; OLIVEIRA, M. L. A. A. 1999. Unidades de Conservação Ambiental do Município de Porto Alegre. En: Volkmer, J.A.; Rocha, M. A.; Gertz, R.; Rohden, V. (orgs.) Retratos de Cooperação Científica e Cultural: 40 anos do Instituto Cultural Brasileiro-Alemão. Porto Alegre: EDIPUCRS

### Capítulos de libros
- OLIVEIRA, M. L. A. A. ; PORTO, Maria Luiza. 2008. Fatores condicionantes da distribuição espacial de comunidade vegetais no Parque Estadual Delta do Jacuí, Rio Grande do Sul: ilha das Flores e ilha Cabeçuda. En: Maria Luiza Porto (org.) Comunidades Vegetais e fitossociologia: fundamentos para avaliação e manejo de ecossistemas. Porto Alegre: EDFURGS, pp. 115-137
- PORTO, M. L. 2006. Ecologia de paisagem- um novo enfoque em avaliação e manejo ambiental. En: Jorge Ernesto de Araujo Mariath; Rinaldo dos Santos Pires (orgs.) Os Avanços da Botãnica no Inicio do Século XXI. Porto Alegre: Soc. Botânica do Brasil, pp. 450-452
- ------------------ ; MENEGAT, R. 2004. Ecologia de paisagem:um novo enfoque na gestão dos sistemas da terra e do homem. En: Rualdo Menegat &Gerson Almeida (orgs.) Desemvolvimento Sustentável e Gestão Ambiental nas Cidades - Estratégias a partir de Porto Alegre. Porto Alegre: Ed. UFRGS, pp. 320-342
- ------------------ . 2004. Refugio da Vida Silvestre Morro Santana. En: David Bilenca y Fernando Miñarro (org.) Áreas Valiosas de Pastizal en las Pampas y Campos de Argentina , Uruguay y sur de Brasil. Buenos Aires: Fundac. Vida Silvestre Argentina, pp. 144-145
- ------------------ ; MENEGAT, R. 2002. Biosphere the Dynamic of Vegetation : Introdution : vegetational migratory routes of southern Brazil. En: Maria Luiza Porto e Rualdo Menegat (orgs.) Porto Alegre: Coop. de los autores, pp. 34-36
- ------------------ ; WAGNER, H. M. L. ; BOLDRINI, I. I. ; MENEGAT, R. 2002. Grasslands and peat bog of the meridional Plateau. En: Maria Luiza Porto e Rualdo Menegat (orgs.) Porto Alegre: de los autores, pp. 1-51

### Revisora de revistas
- 2005 - 2006, Periódico: Iheringia. Série Botânica
- 2008 - 2009, Periódico: Revista Brasileira de Biociências
- 2009 - actual, Periódico: Ecological Modelling

## Premios y reconocimientos
- 2009: Contribuc. de las Mujeres a Ecología de Brasil, III- Simpósio de Ecologia do PPGERN
- 2009: 1ª Maestría en Taxonomía Vegetal PPG-Botânica UFRGS, Curso de Posgrad. Botánica -UFRGS
- 2006: Homenaje contribuc. a Botánica en Rio Grande do Sul, SBB -Sociedade Botânica do Brasil
- 2006: Homenaje contribuc. implantac. de la Reserva Ambiental Refugio da Vida Silvestre da UFRGS, Instituto de Biociências-UFRGS
- 2002: Honra al Mérito, Asociac. Diplomados Escuela Superior de Guerra y Pontifícia Universidade Católica de RS
- 2000: Iniciatives Awards 2000 for Excellence in Land Resource Manegement, ICLEI, Saitama Prefectural Japón, Earth Council, UNEP e Division for Sustainable Development - UN
- 2000: Reconocimiento de Itamaraty: Atlas Ambiental de Porto Alegre, parte de la Exposic. Universal 2000, Hannover, días 16 a 23 de agosto, Itamaraty
- 2000: Reconocimiento Ministerio Ambiente de Baja Sajonia y Ciudad Hannover, Alemania: exposic. Atlas Ambiental de Porto Alegre, con 11 paneles
- 2000: Diploma de Honra al Mérito, Sociedade Botânica do Brasil - SBB
- 2000: Distinc. Global 100 - Atlas Ambiental de Porto Alegre, Municipalidad de Dubái y United Nations Centre for Human Settlements (Habitat ONU)
- 1999: Reconocimiento de NASA; un ejemplar del Atlas Ambiental de Porto Alegre en foyer Goddard Institute of Space Studies de NASA, Nueva York, NASA
- 1999: Premio Mercocidades Solidárias, Montevideo, Uruguay
- 1999: Medalla ciudad de Porto Alegre, Prefectura Municipal de Porto Alegre
- 1999: Medalla de Honor de la Municipalid Provincial del Trujillo, Perú
- 1999: Premio Especial Jury dos Açorianos de Literatura, Secretaria Municipal da Cultura de Porto Alegre
- 1999: Premio Mercociudades Solidarias - Conocimientos para la Gestión Ambiental Urbana, Red de Mercociudades, Secretariado de Manejo del Ambiente (SEMA) para América Latina y el Caribe
- 1998: Premio Destaque 44 Feria del Libro de Porto Alegre, Cámara Riograndense del Libro
- 1998: Premio Fernando Pini de Excelencia Gráfica - 9.ª ed. - publicac. del Atlas Ambiental de Porto Alegre, Asoc. Brasileña de la Industria Gráfica

## Membresías
- de la Sociedad de Ecología de Brasil
- de la Sociedad Botánica del Brasil,[3] consejera del Directorio[2]
- Plantas do Nordeste[4]